# 豊岡短期大学
豊岡短期大学（とよおかたんきだいがく、英語: Toyooka Junior College）は、兵庫県豊岡市に本部を置く私立短期大学である。1967年に設置された。大学の略称は豊岡短大。

## 概観

### 大学全体
- 豊岡短期大学は、兵庫県豊岡市内にある日本の私立短期大学。学校法人近畿大学により1967年に近畿大学豊岡女子短期大学として設置された。かつては、2つの学科（最大で1学科と1学科2専攻）からなっていたが、現在はこども学科のみの単科短大となっている。

### 建学の精神（校訓・理念・学是）
- 豊岡短期大学における建学の精神は「教育の目的は、人に愛される人、信頼される人、尊敬される人を育成することにある」となっている。

### 教育および研究
- 豊岡短期大学は保育者養成に力をいれており、附属園での教育実習も取り入れられている。

### 学風および特色
- 豊岡短期大学は、2007年度、財団法人短期大学基準協会における第三者評価の結果、「適格」認定を受けている。その一方で、通信教育部では、大幅な定員超過や教員養成課程に求められる専任教員数の約13％しか教員を配置していないとして、文部科学省から改善指導を受けている。[1][2][3]
- 山陰地方では唯一の通信教育部を設置し、また全国の短大では唯一の社会福祉士通信課程もある[4]。通信教育部の学外レクレーションでは、皿そば食い競争が行われる。
- 当初は女子短大とは名乗っていたが、1989年に現校名に改称する以前から男子学生を受け入れていた[5]。

## 沿革
- 1967年 近畿大学豊岡女子短期大学として開学。家政科を置く（在籍者数は女子66[6]）。
- 1969年 家政科に通信教育部を設置する。
- 1971年 幼児教育科を増設（在籍者数は女子59[7]）
- 1972年 通信教育部に幼児教育科を増設。
- 1973年 幼児教育科を児童教育学科に改組する[8]。
- 1986年 家政科を家政学科とする。
- 1989年 近畿大学豊岡短期大学と改称。家政学科に男子学生が入学[9]
- 1990年　児童教育学科に、男子学生が入学する[10]。12月21日付けで、児童教育学科初等教育専攻廃止[11]。
- 1991年 学科名を変更。
  - 家政科→生活情報学科
  - 児童教育学科→幼児教育学科
- 2001年 生活情報学科が生活情報・福祉学科となる
- 2002年 社会福祉士養成通信課程を設置。
- 2004年 設置者を学校法人近畿大学弘徳学園に変更。
- 2005年 幼児教育学科をこども学科に変更。
- 2008年3月31日付けで生活情報・福祉学科を正式廃止[11]。
- 2011年 通信教育部こども学科に幼児専攻・保育専攻を設置。
- 2016年 法人名を学校法人弘徳学園に、大学名を豊岡短期大学に改称
- 2019年 姫路大学内に姫路キャンパスを設置[12]

## 基礎データ

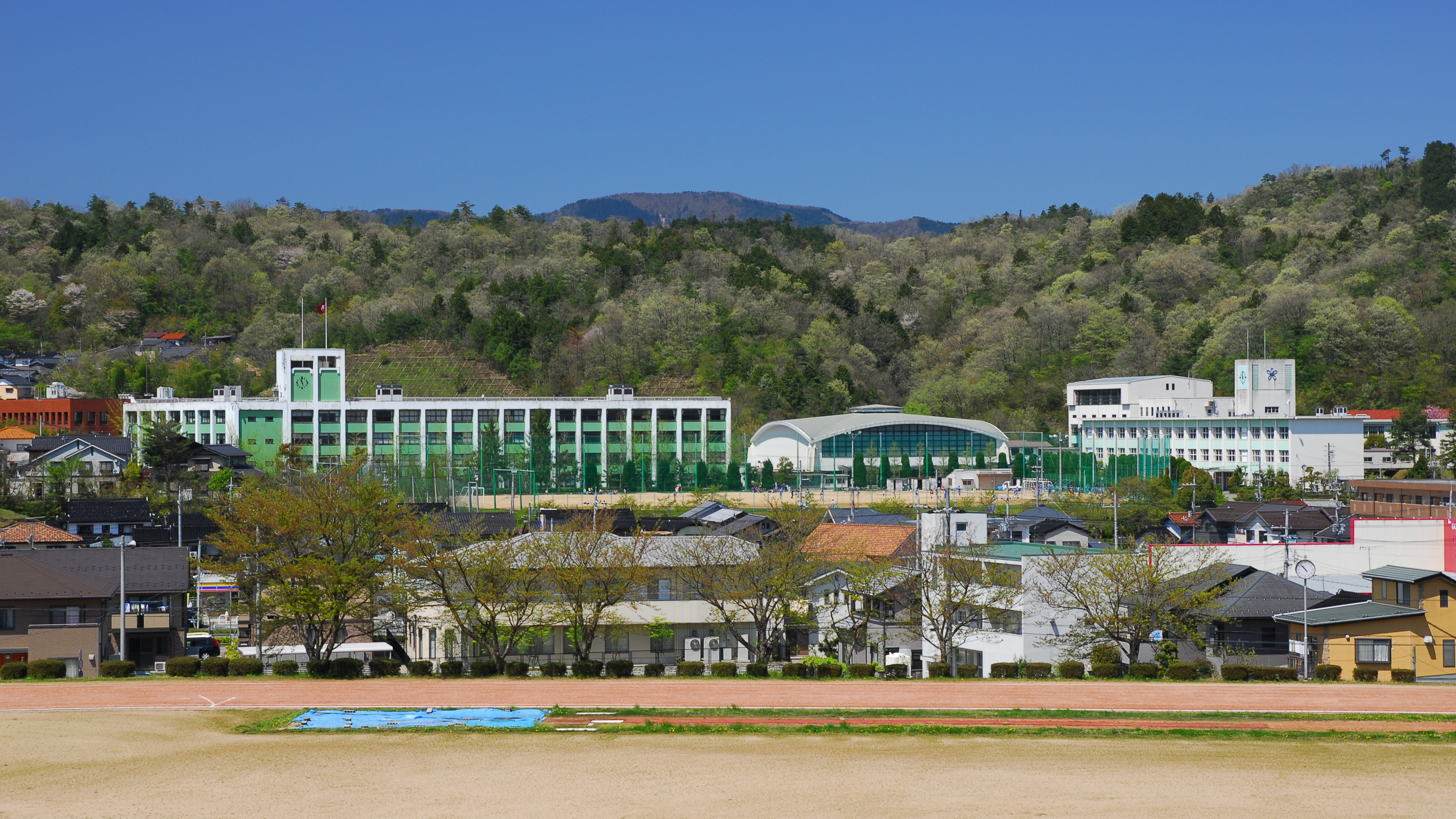
本部キャンパス

### 所在地
- 兵庫県豊岡市戸牧160

### 交通アクセス
- JR山陰本線 豊岡駅下車。

### 象徴
- 豊岡短期大学のカレッジマークは近畿大学のシンボルでもある梅を使用している。
- カレッジソングは『近畿大学豊岡学園歌-但馬自然賛歌として-』で、世耕政隆が作詞・高田三郎が作曲している。

## 教育および研究

### 組織

#### 学科[13]
- 通学部
  - こども学科
- 通信教育部
  - こども学科
    - 幼児専攻：修業年限2年
    - 保育専攻

##### 学科の変遷
- 児童教育学科→こども学科
  - 初等教育専攻
  - 幼児教育専攻
    - 通学課程
    - 通信教育課程
- 家政科→生活情報学科→生活情報・福祉学科
  - 通学課程
  - 通信教育課程

#### 専攻科
- なし

#### 別科
- なし

##### 取得資格について
資格
- 保育士資格：こども学科
- 社会福祉主事任用資格：こども学科
- 司書資格：こども学科[14]

教職課程
- 幼稚園教諭二種免許状：こども学科[15]
- 小学校教諭二種免許状：過去にあった児童教育学科初等教育専攻にて設置されていた。
- 中学校教諭二種免許状（家庭・保健）が過去にあった生活情報・福祉学科にて設置されていた。

#### 附属機関
- 図書館：学外者でも豊岡市民ならば使用できる。

### 研究
- 『近畿大学豊岡短期大学論集』が発行されている。

## 学生生活

### 学園祭
- 豊岡短期大学の学園祭は例年、10月の中旬から下旬頃に行われる。

## 大学関係者と組織

### 大学関係者組織
- 豊岡短期大学には「和花季会」と称した同窓会組織がある。

### 大学関係者一覧

#### 大学関係者
- 世耕政隆：初代学長

#### 出身者
- 中島伸子：井村屋社長

## 施設

### キャンパス
- 豊岡キャンパス：一部の施設を同じ敷地内にある近畿大学附属豊岡高等学校・中学校と共有している。
  - ログハウス：学生食堂がある。
  - 和花季会館：1985年7月に完成。多目的ホールやピアノレッスン室・図書館などがある（所蔵数はおよそ29,500冊）。
  - グラウンド：1995年4月に完成。
- 姫路キャンパス：2019年4月に開設。同じ敷地内にある姫路大学と校舎を共有している。

## 社会との関わり
- 地球温暖化防止の国民運動である「チーム・マイナス6%」の趣旨に賛同し参加している。

## 附属機関
- こうのとり認定こども園 - 幼保連携型

## 系列校
- 姫路大学（学内に豊岡短期大学の姫路キャンパスが設置されている）

## 関連する教育機関
- 近畿大学
- 近畿大学短期大学部
- 近畿大学九州短期大学
- 近畿大学附属豊岡高等学校・中学校（学校法人近畿大学が運営。同一敷地内にあり、施設の一部を共用している。）